# Municipio de Grant (condado de Franklin, Iowa)
El municipio de Grant (en inglés: Grant Township) es un municipio ubicado en el condado de Franklin en el estado estadounidense de Iowa. En el año 2010 tenía una población de 331 habitantes y una densidad poblacional de 3,57 personas por km².

## Geografía
El municipio de Grant se encuentra ubicado en las coordenadas 42°36′1″N 93°12′11″O / 42.60028, -93.20306. Según la Oficina del Censo de los Estados Unidos, el municipio tiene una superficie total de 92.8 km², de la cual 92,8 km² corresponden a tierra firme y (0 %) 0 km² es agua.

## Demografía
Según el censo de 2010, había 331 personas residiendo en el municipio de Grant. La densidad de población era de 3,57 hab./km². De los 331 habitantes, el municipio de Grant estaba compuesto por el 98,79 % blancos, el 0,3 % eran amerindios y el 0,91 % eran de una mezcla de razas. Del total de la población el 1,51 % eran hispanos o latinos de cualquier raza.